# Анютині оченята і панські ласки
«Анютині оченята і панські ласки» — радянський художній комедійний телефільм 1990 року, знятий на студії «Союзтелефільм».

## Сюжет
Кріпосна дівчина Анюта хоче вийти заміж за красеня Івана. Для весілля потрібна згода пана, розсердився на Івана, через те, що він любить полювання і не раз ганяв зайців без дозволу в присадибному гаю. Втім, у пана є одна чоловіча хитрість: він пообіцяв Анюті дати свою згоду, якщо вона прийде увечері до нього на побачення. Але й у Анюти є свої жіночі хитрощі, вона просить захисту у панянки. Але у панянки свої проблеми — з Франції приїжджає її давній друг і родич Мотильков. А далі — нічні побачення з перевдяганнями, плутанина, і щасливий фінал.

## У ролях
- Володимир Сошальський — пан
- Валентина Тализіна — панянка
- Олексій Кузнецов — Нарцисс Мотильков, кузен барині
- Ірина Климова — Анюта, дівчина-кріпачка
- Олександр Миронов — Іван, тесля, наречений Анюти
- Юрій Медведєв — слуга
- Михайло Калинкін — дворецький

## Знімальна група
- Режисер — Євген Ануфрієв
- Сценарист — Євген Ануфрієв
- Оператор — Лев Бунін
- Композитор — Ігор Красильников
- Художник — Юрій Углов